# کینیستینو
کینیستینو (به انگلیسی: Kinistino) یک منطقهٔ مسکونی در کانادا است که در ساسکاچوان واقع شده‌است. کینیستینو ۰٫۹۸ کیلومتر مربع مساحت و ۷۴۳ نفر جمعیت دارد.